# Produkcja pierwotna
Produkcja pierwotna – ilość materii wytworzonej przez producentów (autotrofy). W sieciach pokarmowych opartych na fotoautotrofach (np. rośliny) jest rozumiana jako szybkość gromadzenia energii promieniowania słonecznego przekształcanej w procesie fotosyntezy w energię chemiczną wiązań w związkach organicznych, z których zbudowane są tkanki roślinne.
Wyróżnia się:
- Produkcja pierwotna brutto – całość energii związanej przez producentów w jednostce czasu na pierwszym poziomie troficznym, zmagazynowanej w postaci materii organicznej;
- Produkcja pierwotna netto – ilość energii jaką mogą pozyskać konsumenci, równa różnicy energii związanej przez producentów i energii zużywanej przez nie w procesach katabolicznych (zob. metabolizm) w jednostce czasu.